# شهدای سیلیومی
شهدای سیلیومی (انگلیسی: Scillitan Martyrs) گروهی متشکل از دوازده مسیحی آفریقای شمالی بودند که به دلیل اعتقادات خود در ۱۷ ژوئیه ۱۸۰ پس از میلاد اعدام شدند. شهدا نام خود را از سیلا (یا سیلیوم)، شهری در نومیدیا گرفته‌اند.